# Karel Vít
Karel Vít byl český fotbalista.

## Fotbalová kariéra
V československé lize hrál za SK Židenice. V nejvyšší soutěži nastoupil v 11 utkáních.

## Ligová bilance
| Ročník               | Zápasy | Góly | Klub        |
| -------------------- | ------ | ---- | ----------- |
| Státní liga 1937/38  | 1      | 0    | SK Židenice |
| Státní liga 1938/39  | 7      | 0    | SK Židenice |
| Národní liga 1939/40 | 3      | 0    | SK Židenice |
| CELKEM               | 11     | 0    |             |